# Peperomia yungasana
Peperomia yungasana är en pepparväxtart som beskrevs av C. Dc.. Peperomia yungasana ingår i släktet peperomior, och familjen pepparväxter. Inga underarter finns listade i Catalogue of Life.